# Glycosmis mauritiana
Glycosmis mauritiana là một loài thực vật có hoa trong họ Cửu lý hương. Loài này được (Lam.) Tanaka mô tả khoa học đầu tiên năm 1928.

## Hình ảnh

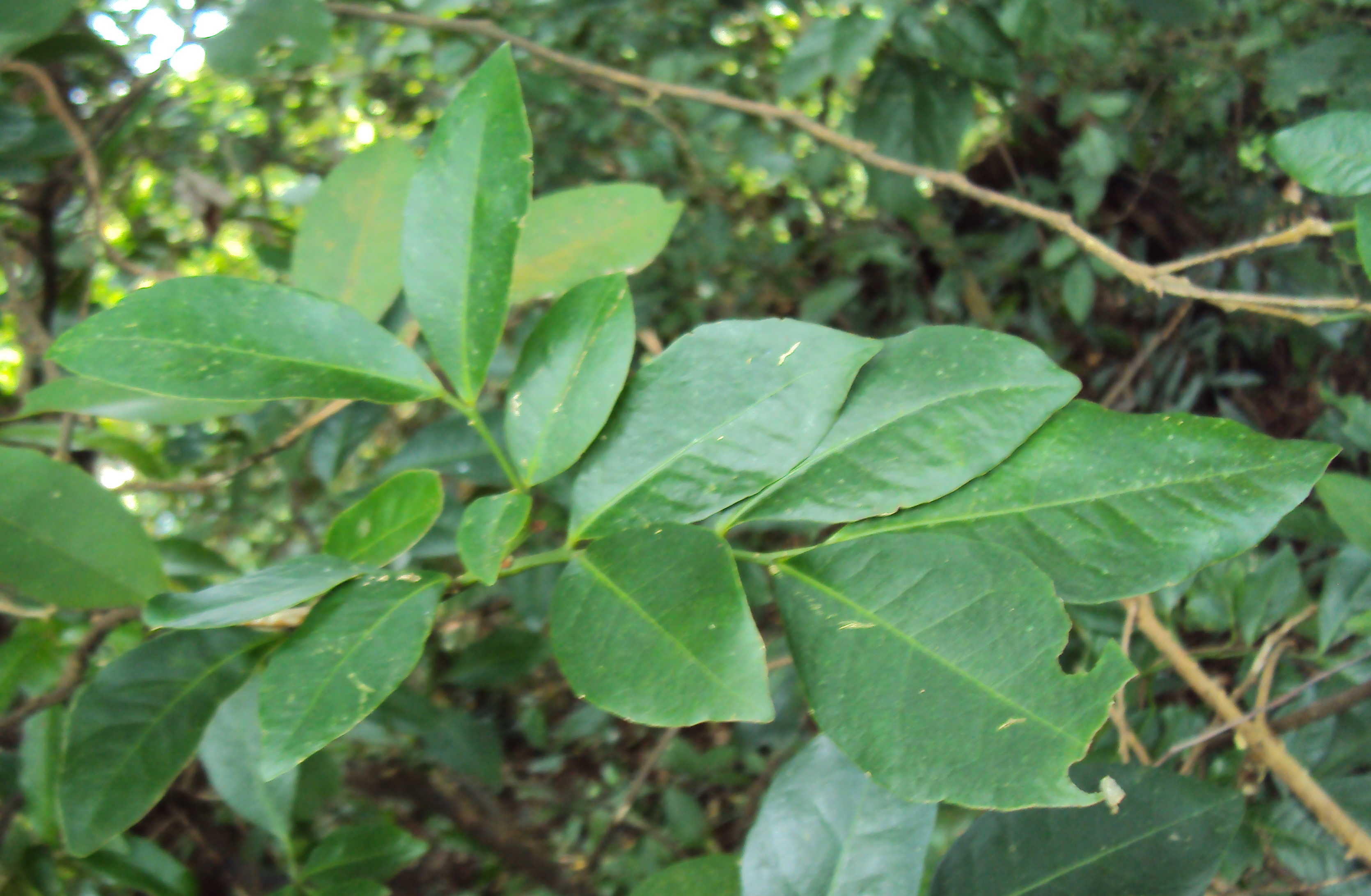
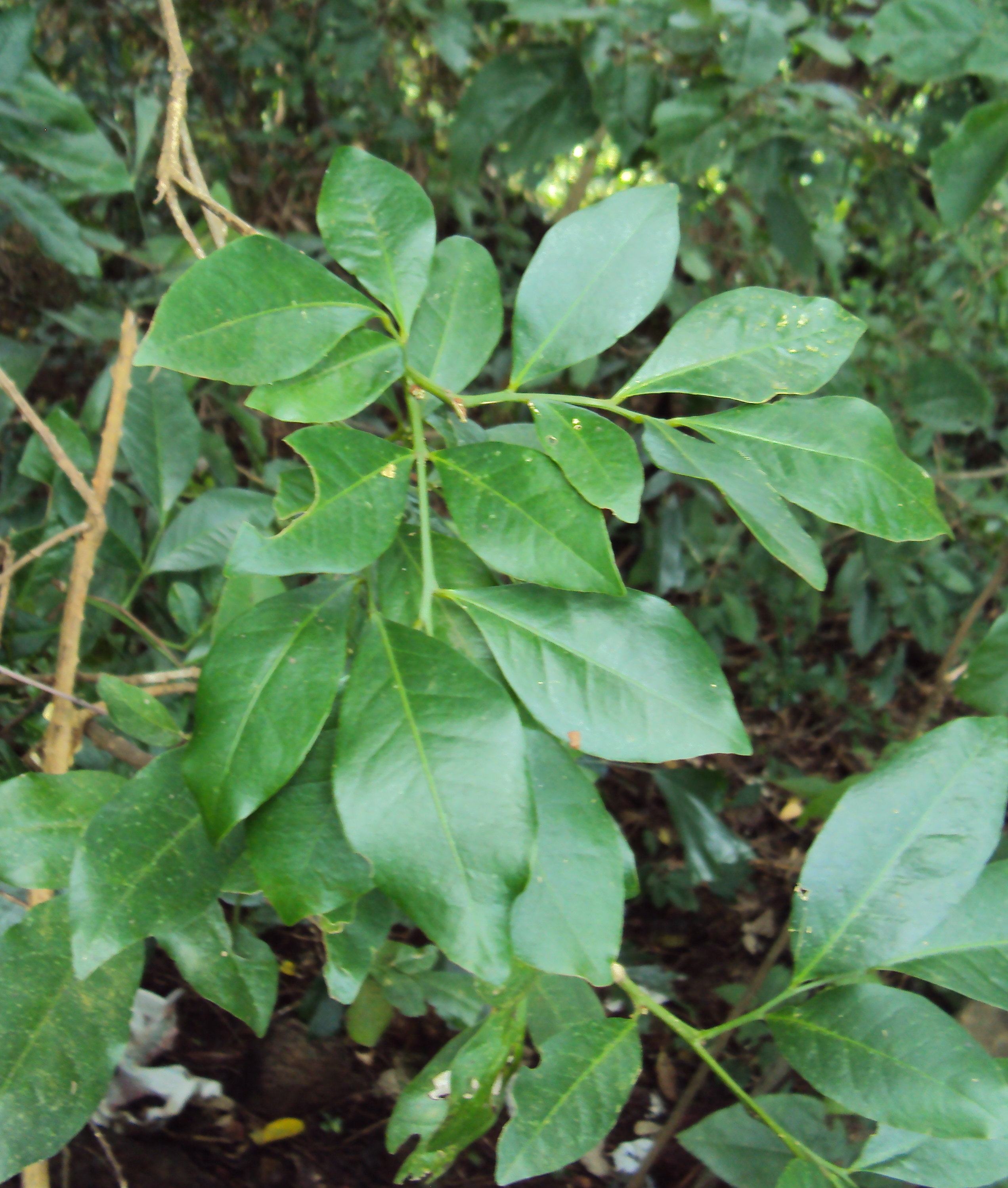
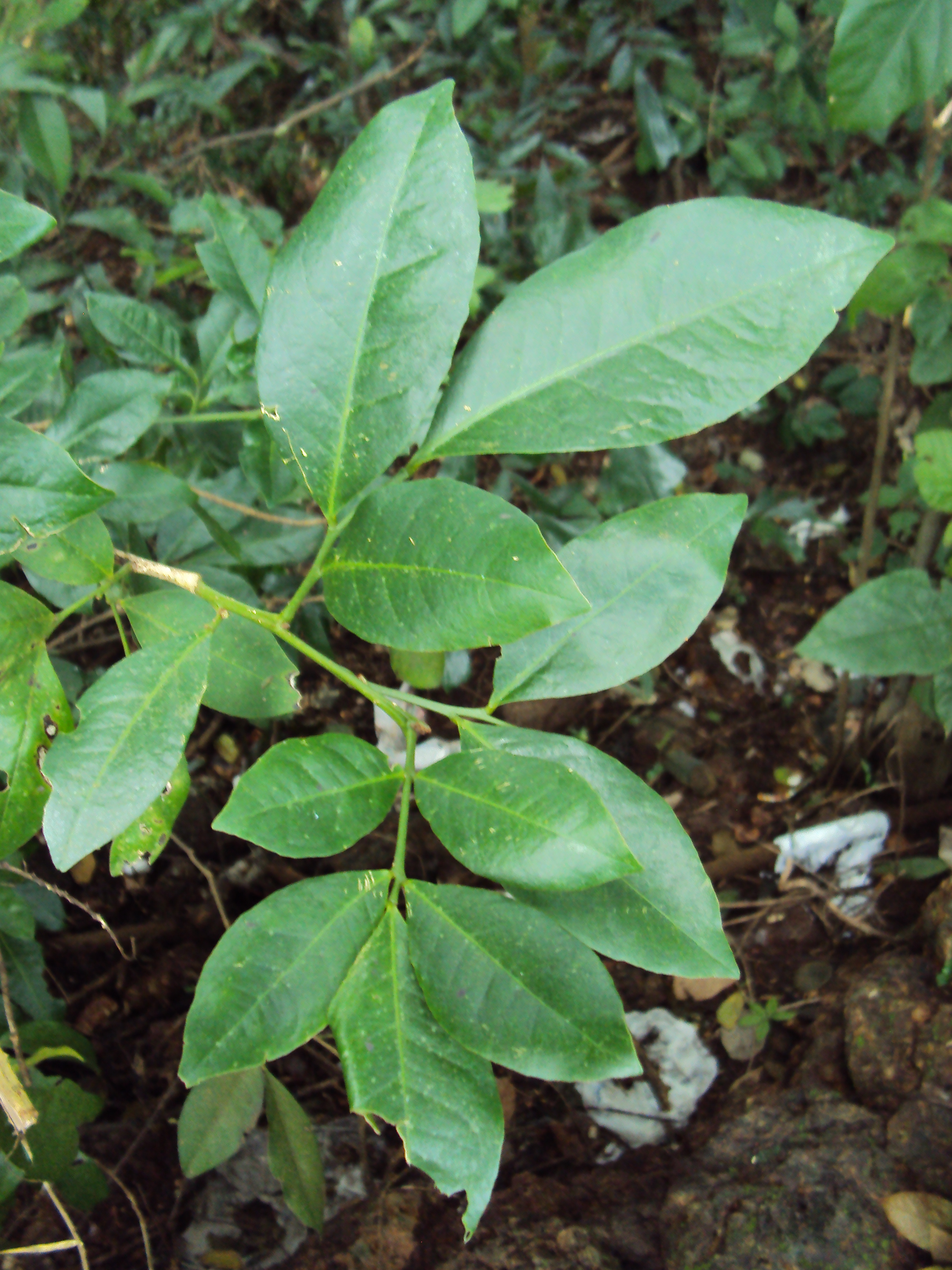